# Парк імені Івана Франка (Львів)
Парк і́мені Іва́на Франка́ або Парк Івана Франка (до 1779 року — Єзуїтський сад; 1779—1919 — Поєзуїтський сад; 1919—1945 — Парк імені Тадеуша Костюшка) — найстаріший та один з центральних парків Львова, розташований перед головним корпусом університету ім. Івана Франка (будівля колишнього Галицького сейму). Вважається найстарішим міським парком в Україні.
Площа 10,5140 га (за іншими даними — 11,6 га).

## Історія
Парк виник на території колишніх міських ланів, які стали власністю багатої міщанської родини Шольц-Вольфовичів. Наприкінці XVI століття Ян Шольц-Вольфович заклав невеликий сад, який пізніше перейшов в руки його зятя Антоніо Масарі, власника кам'яниці № 14 на площі Ринок. Молодий венецієць перепланував сад на італійський манір, розбивши на тераси, і подарував його місту, щоби ним могли користуватися всі львів'яни.

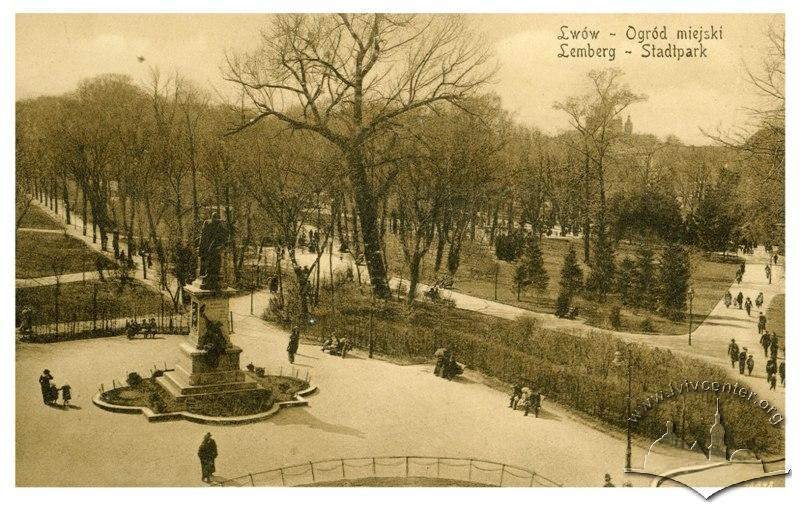
Панорама парку 1913-1914 років. На передньому плані — пам'ятник наміснику Аґенорові Голуховському

Від 1614 року міська влада тимчасово передала парк у користування монахам-єзуїтам, які почали будівництво у Львові свого костелу та монастиря. Монахи збудували тут цегельню, аби забезпечити будівництво цеглою. Тут також збудували пивоварню, а частину земель здали в оренду селянам та відкрили для них корчму. Це «тимчасове» користування тривало майже 160 років, допоки з приходом австрійської влади не скасували орден єзуїтів. На картах Львова та в історичних документах тих часів зустрічається назва «Єзуїтський сад».
Цісар Йосиф II, перебуваючи у Львові, подарував цей зелений масив місту. Та без належного догляду парк так здичавів, що міська влада змушена була у 1799 році продати його підприємцю Іванові Гехту. Той проводив реконструкцію парку, зокрема, перепланував його в класицистичному стилі, а також намагався зробити парк прибутковим. Тут побудували ресторан, купальний басейн, встановили альтани, всіляко заохочували відвідувачів.
У 1835 році посередині парку споруджено граціозну альтану — ротонду, що збереглася досі. У нижній частині парку, там, де нині будинок університету, було «казино Гехта». Парк ще декілька разів змінював власників, але це не рятувало його від поступового запустіння, аж доки від 1855 року ним знову не починає піклуватися місто.
Міський садівник Бауер здійснює ще одну кардинальну реконструкцію парку. Цього разу парк переплановується на взірець тогочасних англійських парків у так званому ландшафтному стилі. В 1877—1881 роках на місці «казино Гехта» споруджують будівлю Галицького сейму, у нижній частині парку влаштовують чудові партерні сади з багатими квітковими композиціями, стриженими кущами та деревами.
У 1894—1896 роках Товариство розвитку та прикрашання міста встановило навпроти будинку сейму погруддя Яна Добжанського — літератора, Яна Непомуцена Камінського — директора польського театру, Леона Сапеги — намісника Галичини, Артура Гротгера — львівського живописця, єпископа Самуеля Гловінського — засновника фонду освіти молоді, в алеї справа — погруддя графа Юзефа Дунін-Борковського — поета-еллініста. На клумбі перед будівлею Галицького сейму (нині Львівський національний університет імені Івана Франка) від 1838 року стояла чавунна ваза з барельєфами, створена у 1829 році краківським скульптором Каролем Цептовським — учнем відомого данського скульптора XIX століття Бертеля Торвальдсена, що зображує «Течію людського життя», серед місцян ваза має назву — «Кубок кохання».
1908 року архітектор Кароль Ріхтман-Рудневський розробив проєкт літнього театру, який мав би постати на місці ресторану. Проєктом передбачалась сучасна конструкція з каменю, металу і скла з розсувним дахом. На першому поверсі заплановано крамниці і кав'ярні. Кошторис становив 2 мільйони крон. Консорціум з будівництва театру звернувся до магістрату з проханням надати землю в оренду на 50 років із подальшим переходом театру у власність міста. Проєкт так і не було реалізовано.
У 1946 році демонтований пам'ятник намісникові Аґенорові Ромуальду Голуховському, що стояв при вході в парк від вулиці Січових Стрільців. Оскільки польська держава не погодилася перевезти його зі Львова, пам’ятник надзвичайно високої художньої цінності було знищено, а на його місці 1949 року встановлена чавунна ваза, що попередньо стояла на клумбі перед будівлею Галицького сейму (нині — Львівський національний університет імені Івана Франка). Тут ваза стоїть й досі. 14 вересня 1950 року парк імені Костюшка перейменований на честь Івана Франка.
30 жовтня 1964 року на площі перед університетом відкритий пам'ятник Іванові Франку, споруджений у стилі радянського фундаменталізму за проєктом скульпторів Володимира Борисенка, Дмитра Крвавича, Еммануїла Миська, Василя Одрехівського, Якова Чайки та за участі архітектора Андрія Шуляра.
За радянських часів до кінця 1980-х років працював ресторан «Зелений гай» («Літо») та кінотеатр «Парк», розібраний у часи незалежності.
1999 року корпорація McDonald's розробила проєкт розміщення ресторану своєї мережі на території парку з можливістю швидкого обслуговування за схемою McDrive. В кінцевому результаті міською адміністрацією проєкт було відкинуто (рішення передбачає можливість розгляду цього питання повторно).
У 2009 році була проведена реконструкція парку. Нині на території парку розташовані: приміщення українського союзу охорони природи, будиночок садівника, альтанка та дитячий майданчик з гойдалками.

## Природні ресурси
Деревостан у парку представлений багатовіковими деревами, висадженими у 1855—1890 роках. Переважають дуб, клен, липа, граб, в'яз, осокір, туя, сосна, ясен, гіркокаштан, вільха, ялина, робінія звичайна, бузок, тополя біла, бук. Пізніше були посаджені також рідкісні та екзотичні рослини: бундук канадський, гледичія колюча, магнолія Кобус, айлант найвищий, дуб скельний, софора японська, модрина польська, бархат амурський, кипарисовик горохоплідний, горіх чорний та інші.

## Галерея

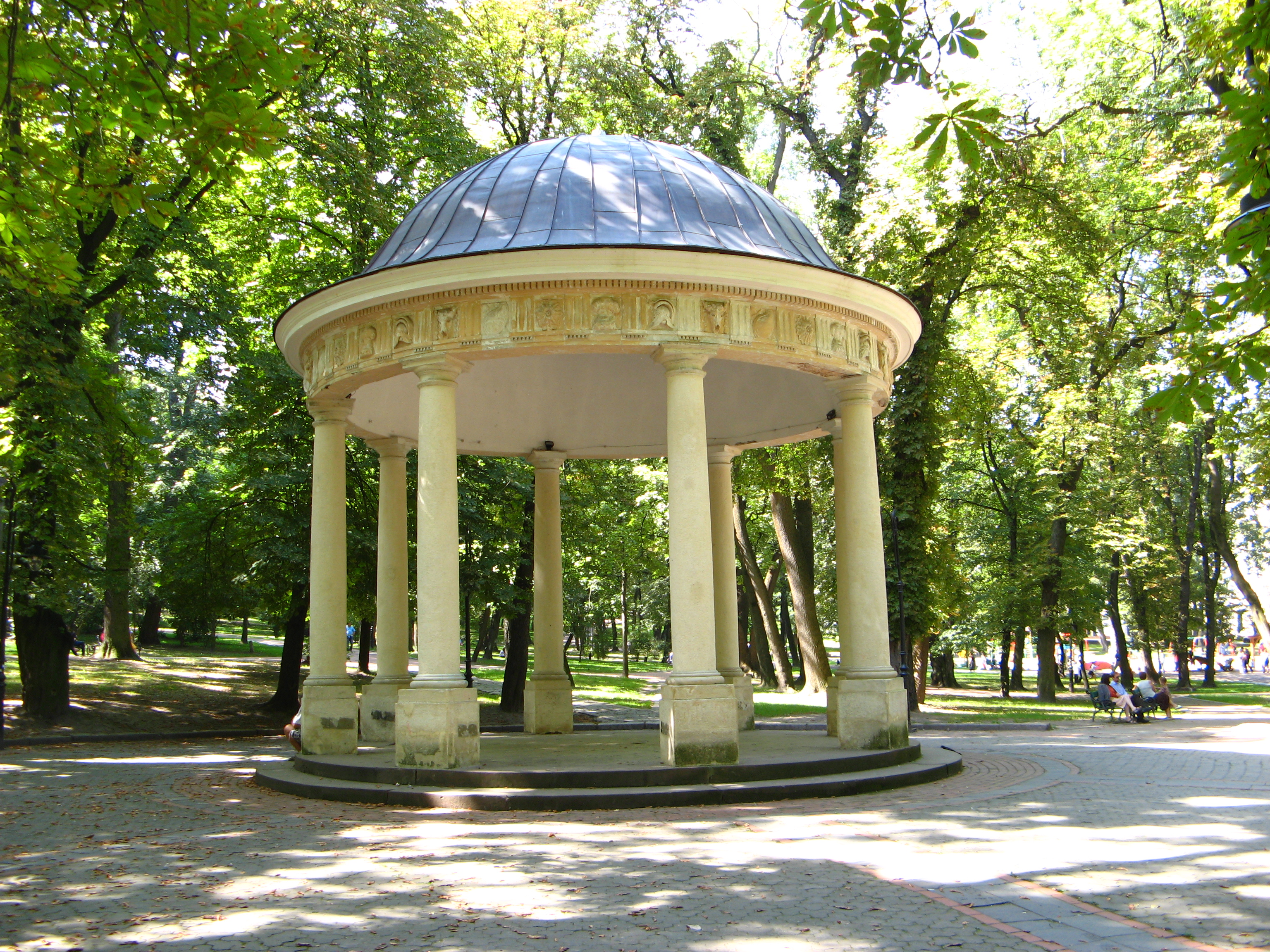
Альтанка-ротонда (поч. XIX ст.)
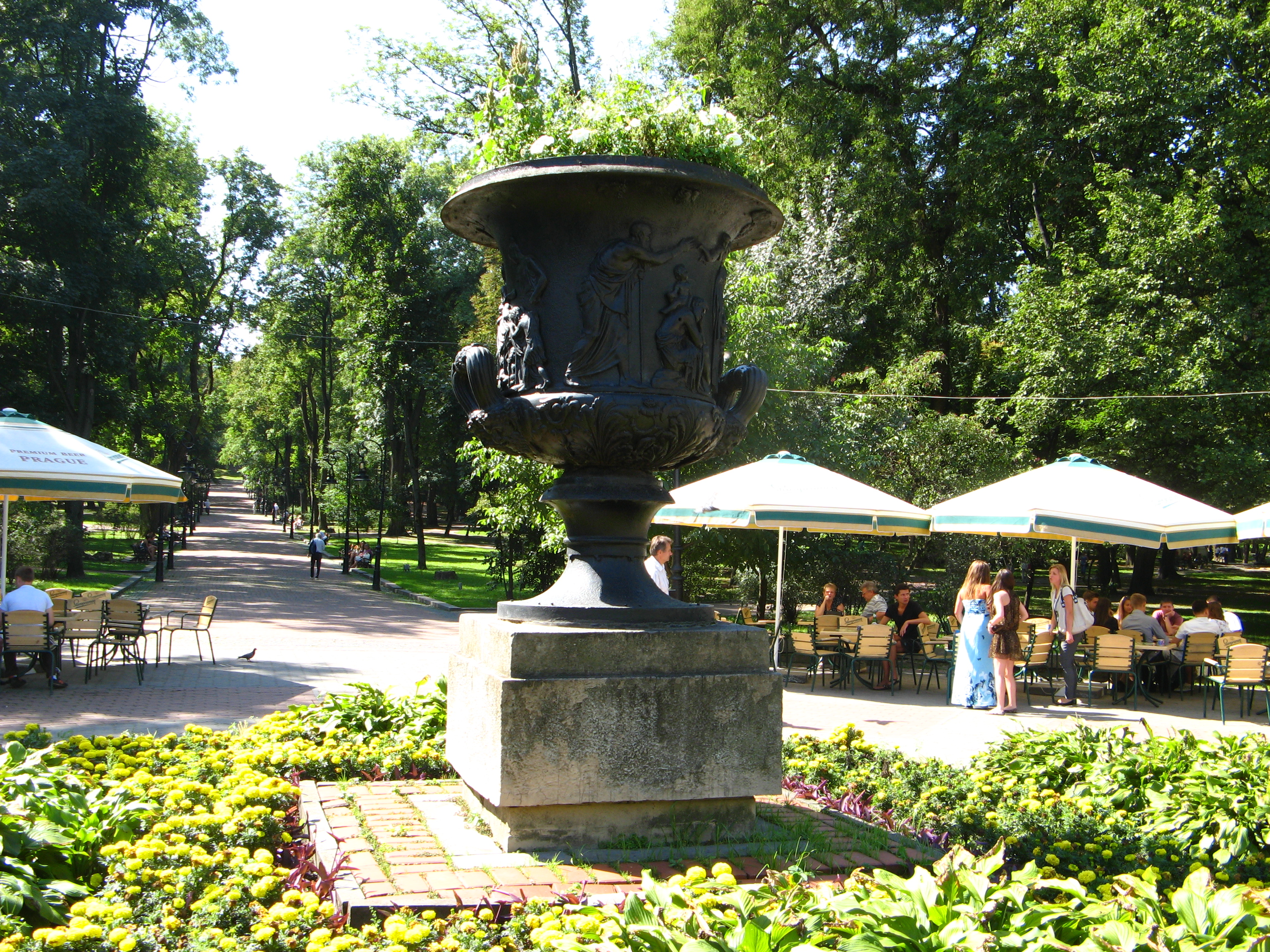
Чавунна ваза з барельєфами "Течія людського життя" (1839 р.)
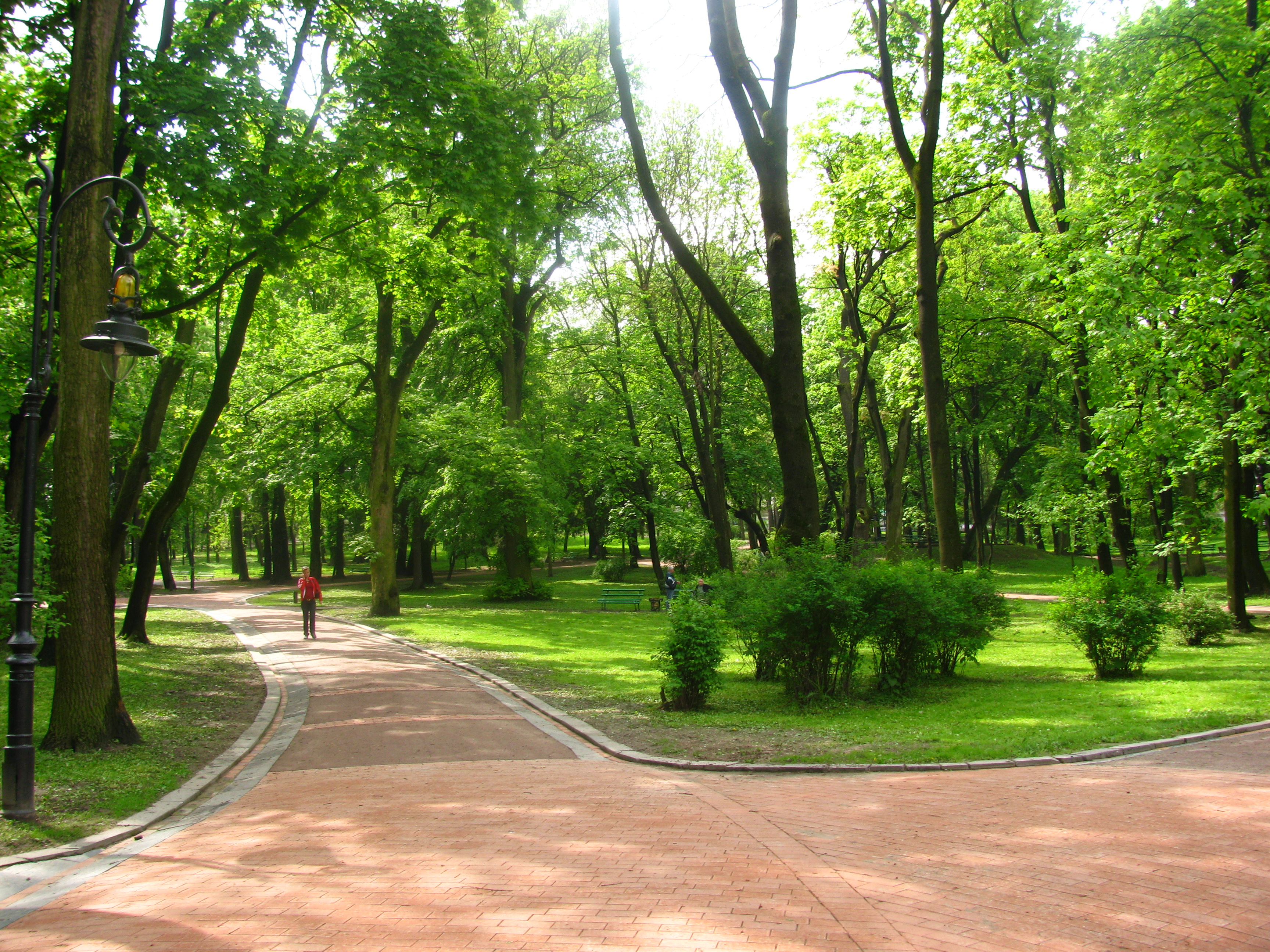
Нижня частина парку
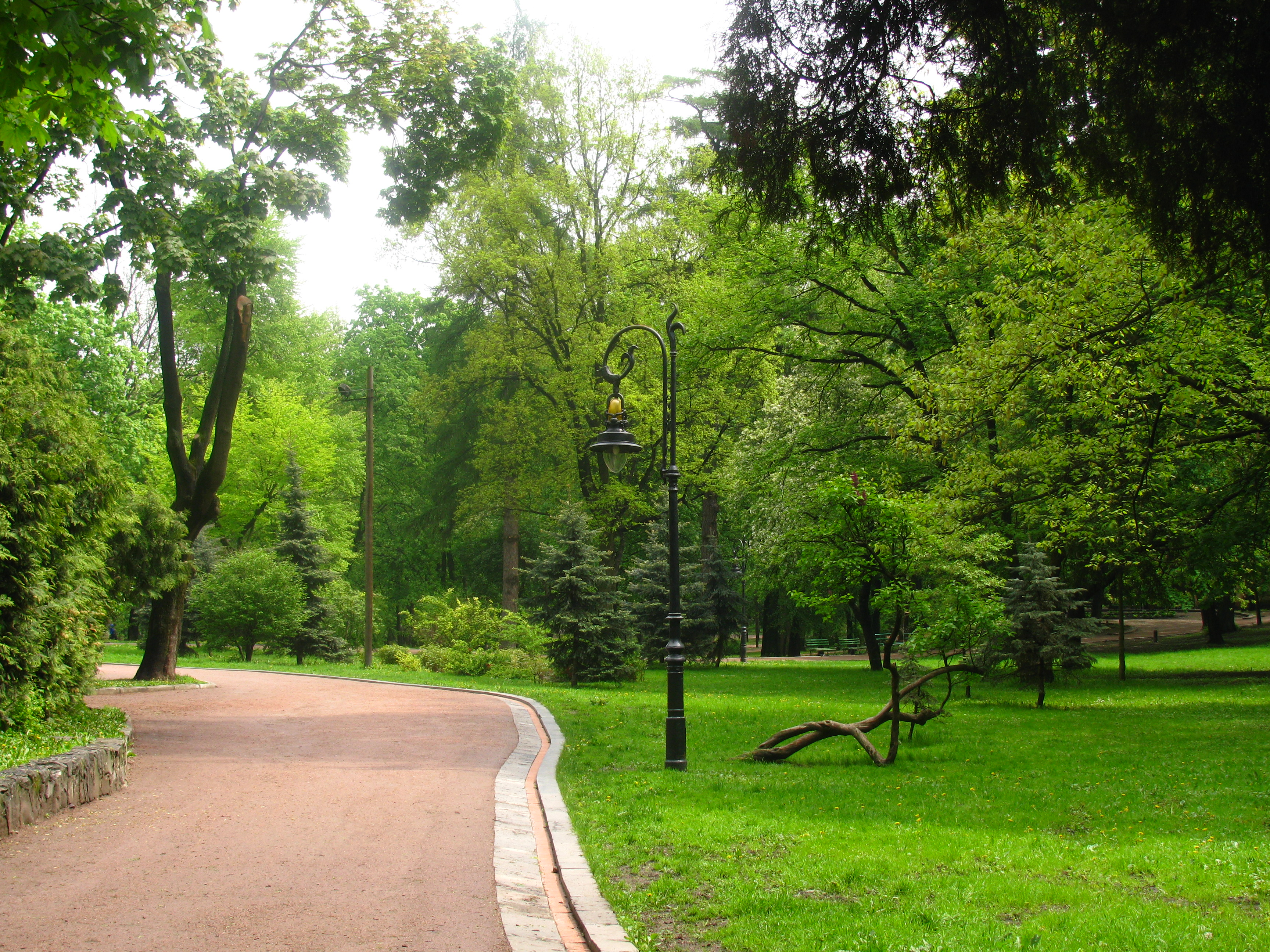
Верхня частина парку
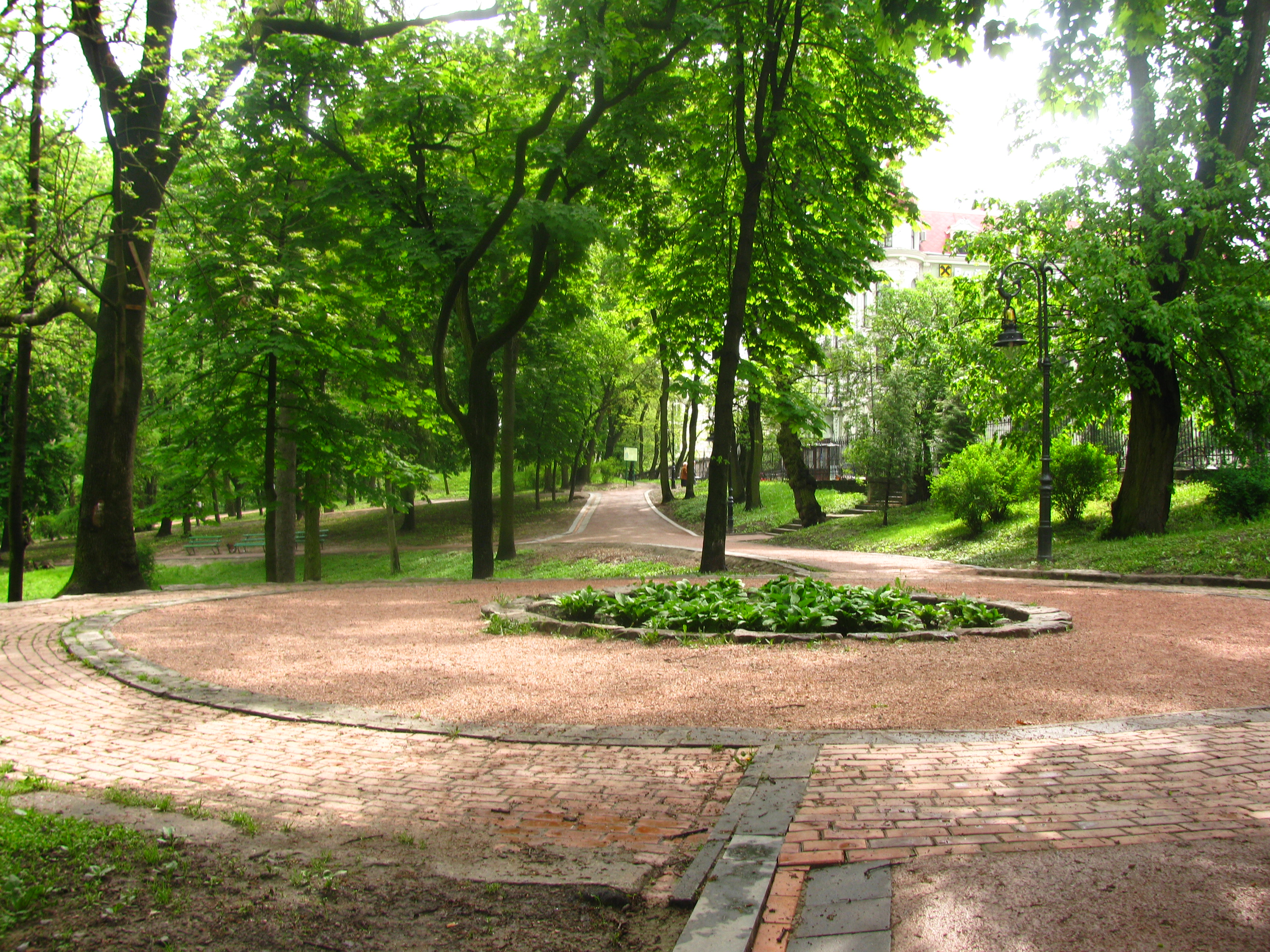
Верхня частина парку
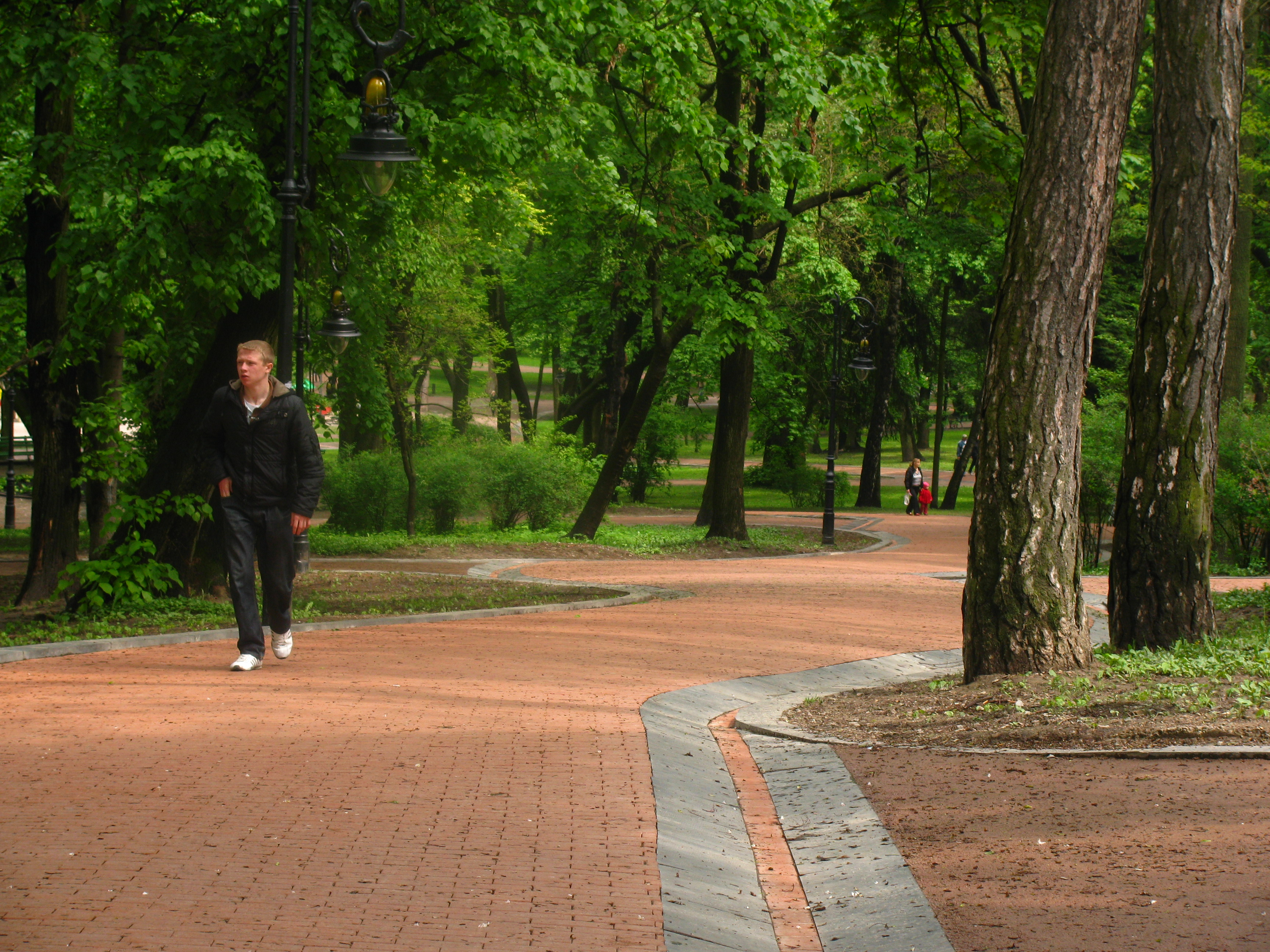
Доріжки в парку
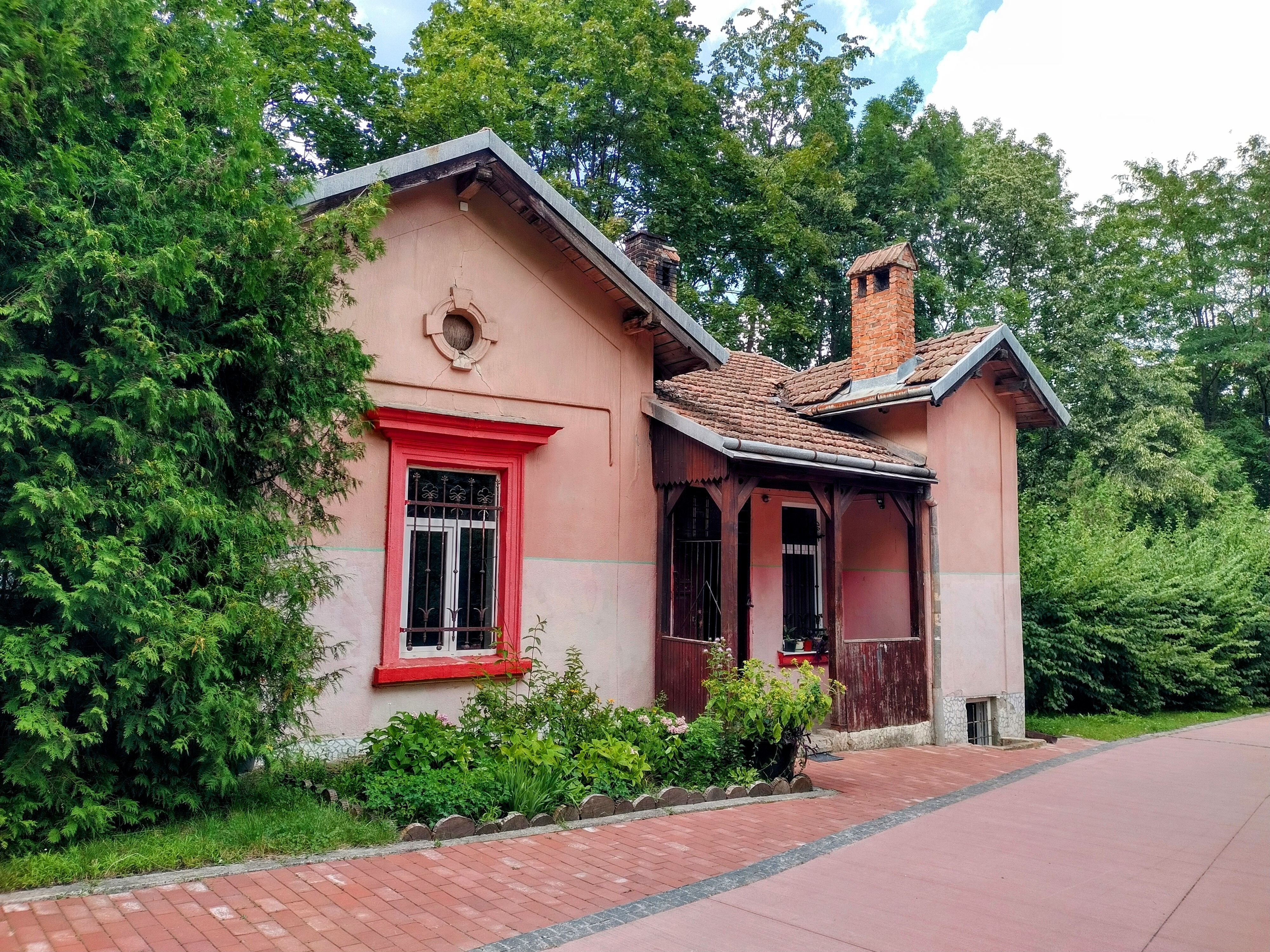
Будинок садівника
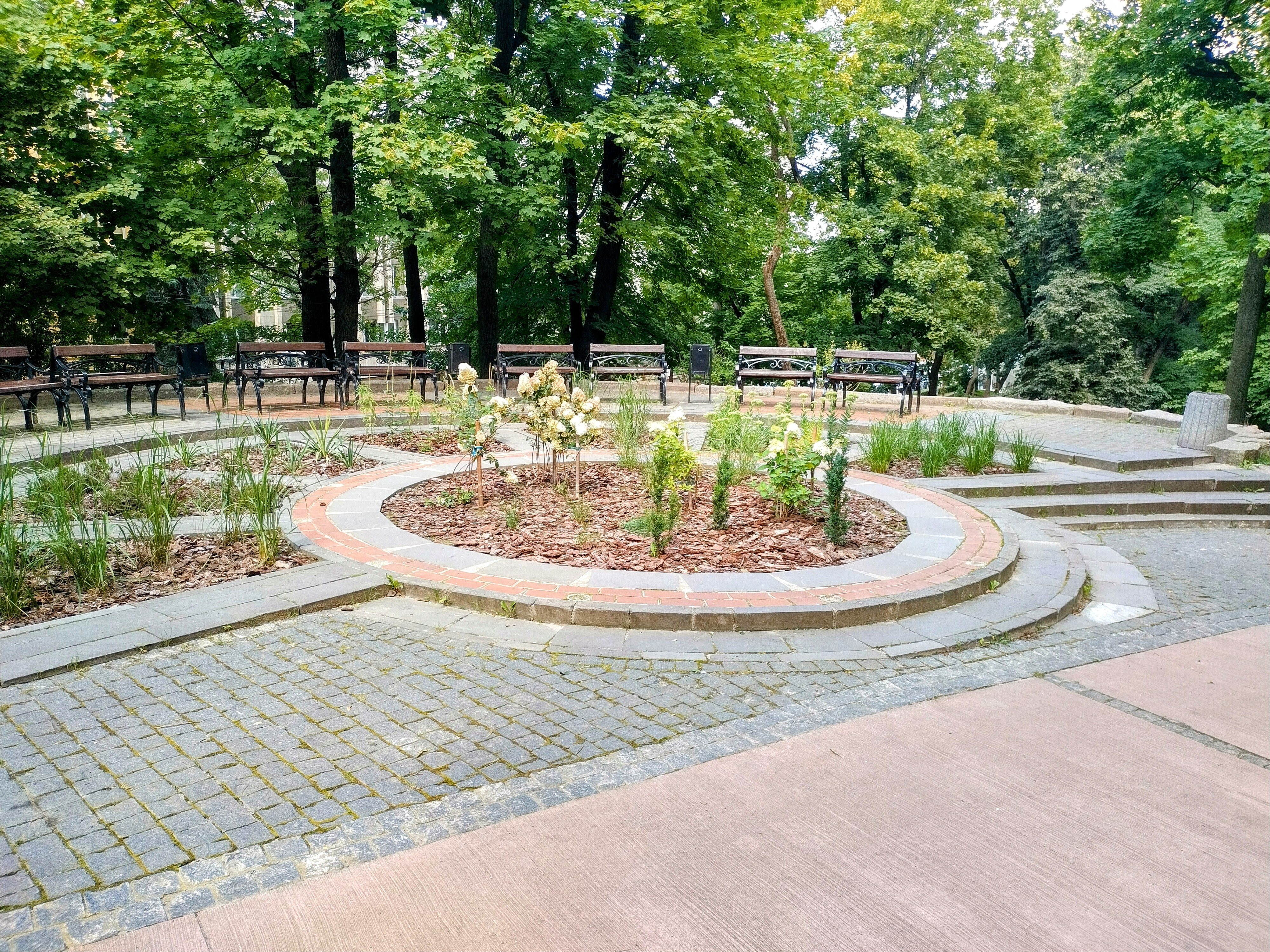
Зона відпочинку